# Magnus Betnér
Magnus Lennarth Betnér, född 16 augusti 1974 i Sankt Görans församling i Stockholm, är en svensk komiker och skådespelare. Betnér har sedan början av 2000-talet byggt upp en nationell publik genom medverkan i TV-program som Parlamentet och Stockholm Live samt I ditt ansikte, som han och Martin Soneby ledde under 2008. Under 2007 genomförde Betnér sin första Sverigeturné, Inget är heligt, och har sedan dess turnerat flitigt med uppföljarna Tal till nationen (2008–2009), Livets ord (2009–2010), Magnus Betnér IV (2011–2012) och En skam för Sverige (2014). Sedan 2019 driver Betnér podden Seriemördarna tillsammans med Erik Rosenberg.
Den humorstil som är karakteristisk för Betnér är inte sällan politisk, ofta liberal och provokativ.[källa behövs] Några återkommande ämnen som ofta blir föremål för satir i Betnérs shower är nazism, rasism och religion i alla dess former. Även journalistik, i synnerhet Aftonbladet, har varit ett populärt diskussionsområde. Betnér hävdar ofta i sina shower att yttrandefriheten är det viktigaste som finns och att den måste gälla lika för alla.[källa behövs]
Betnér har tilldelats utmärkelsen "Bästa manliga komiker" vid Svenska Stand up-galan 2005 och 2010. Den 8 augusti 2015 tilldelades Betnér också Albert Engström-priset.

## Biografi

### Uppväxt och tidig karriär
Magnus Betnér föddes 1974 i Stockholm. Hans far Lennarth Betnér är pastor i Equmeniakyrkan. Under uppväxten flyttade Betnér runt mycket; 1976 flyttade han till Idre, 1979 till Sala, 1981 till Vingåker och 1989 tillbaka till Stockholm, där han läste ekonomisk linje på Skärholmens gymnasium. Efter gymnasiet började han studera till SO-lärare vid Lärarhögskolan men hoppade av för att "de hade ingen humor på lärarhögskolan, så jag stod inte ut med surkärringarna mer än ett drygt år". Vid sidan av studierna uppträdde Betnér med komisk jonglering på skolor, fritidsgårdar och privata fester. Han började istället läsa till lärare i idrott och historia vid Gymnastik- och idrottshögskolan men valde att hoppa av för att fortsätta arbeta med jonglering på företaget Fler Bollar i Luften AB.
Efter två år som instruktör, föreläsare och butiksansvarig på företaget började Betnér under 1998 inrikta sig helt på stand-up. I början arbetade han mest på Norra Brunn och som uppvärmare åt andra ståuppkomiker som Lennie Norman och Anna-Lena Brundin. Han uppträdde 1999 i TV-programmet Släng dig i brunnen på SVT tillsammans med andra svenska ståuppkomiker.

### 2004–2006
Under 2004 blev Betnér känd för en bredare publik genom sin medverkan i humorprogrammet Parlamentet. De följande åren gästade han även en rad andra TV-program, däribland Stockholm live 2005, Extra! Extra! 2006 och Veckans nyheter 2006. Han valde senare att hoppa av programmet Extra! Extra! då han ansåg sig bli censurerad när de inte tillät honom skämta om Runar Sögaard. 2005 belönades han med utmärkelsen "Årets manliga komiker" i samband med Svenska Stand up-galan, ett pris han även fick 2010 som den förste att få priset två gånger.

### 2007–2008
I februari 2007 släpptes den kontroversiella filmen Magnus Betnér Uncut, i vilken Betnér under S:t Eriksbron i Stockholm pratar om och starkt kritiserar bland annat rasism, kvällspressen och svenska kändisar som han beskriver som "ytliga". Samma år genomförde han sin första standup-turné, Inget är heligt. Som titeln antyder var turnéns huvudtema religion, men även teman som kvällspressen, musikbranschen och jämställdhet togs upp. En utvald show från turnén har även släppts på dvd med samma namn. Tal till nationen var Magnus Betnérs andra turné som pågick 2008–09. I denna turné tog Betnér upp teman som sexualitet (han hävdar bland annat att alla människor egentligen är bisexuella), IPRED- och FRA-lagen samt Systembolaget. En utvald show från turnén har även släppts på dvd med samma namn.
Hösten 2008 sändes Betnérs eget TV-program I ditt ansikte på Kanal 5. I programmet besökte Betnér tillsammans med Martin Soneby ett urval av de företag/organisationer som de brukar prata om på scen, exempelvis Aftonbladet, för att istället prata om dem på deras "hemmaplan". Betnér gick efter detta vidare till att göra ett stående inslag i SVT:s Debatt.

### 2009–2010
Livets ord var Betnérs tredje turné, med premiär den 17 november 2009 i Kiruna. Turnén har beskrivits som "Den mest omfattande standupturnén i Sveriges historia". Turnén avslutades på Chinateatern i Stockholm 18 december 2010. Samma år medverkade han även i RAW Comedy Club och 2010 gjorde han comeback i Parlamentet.

### 2011–2012
Den 18 februari 2011 premiärsände Betnér ett eget program i radiokanalen Bandit Rock, Betnér på Bandit, fredagseftermiddagar 14-18. Programmen utgjordes av rocklåtar valda av Betnér själv (ibland av gästerna) och samtal med mer eller mindre kända gäster. Samtalsämnena varierade från program till program. En lista över låtarna som spelas brukade vanligen publiceras på Betnérs blogg i efterhand.
Betnérs fjärde turné, Magnus Betnér IV, startade den 1 oktober 2011 i Uppsala. Turnén pågick till den 31 mars 2012, med avslutning i Göteborg. Till turnén skrev Betnér 80 minuters nytt material. En show från turnén spelades in och släpptes exklusivt genom Betnérs webbplats den 12 april 2012 för en kostnad på 49 kronor. Betnér menade att folk tyckte dvd:er var för dyra och ville därför erbjuda ett billigare alternativ, trots att projektet enligt honom kostade ca 500 000 kronor av egna pengar. För att täcka dessa kostnader behövdes 10 000 nedladdningar, där man en månad senare hade registrerat 3100 nedladdningar. Samtidigt hade filmen läckt ut på illegala fildelningssajter, exempelvis Tanka fetast, vilka då hade registrerat 7000 nedladdningar. Betnér sa att "Det är såklart tråkigt när jag gjort allt jag kan för att få ut en lyxig produkt till ett superpris. Det är den mest påkostade av mina shower och den kostar överlägset minst. [...]"
Den 2 april 2012 sändes det första avsnittet av Betnérs egen talkshow Betnér Direkt i Kanal 5. I programmet debatterade han bland annat mot Sverigedemokraternas partiledare Jimmie Åkesson, vars parti han uppvisat stark förakt till. Programmet blev vinnare av Kristallen 2012 i kategorin Årets fakta- och aktualitetsprogram. "Det känns som ett kvitto på att vi har gjort ett bra nytt typ av debattprogram", har Betnér kommenterat.

### 2013 och framåt
Den 4 oktober 2013 begav sig Betnér och Soran Ismail ut på en turné tillsammans vid namn En skam för Sverige. Turnén pågick under hela 2014. I maj 2015 gjorde Betnér filmdebut i actionkomedin Kung Fury i vilken han hade en mindre roll som "Överste Reichstache". En ny soloturné med namnet Work in Progress är planerad med start den 28 september 2015. Betnér har förklarat att Work in Progress skiljer sig från de vanliga turnéerna och att "Work in Progress är en känd företeelse i England som innebär att komikern jobbar fram nästa stora arena-turné via mindre teatrar".
Den 20 maj 2016 gav Betnér ut boken FAQ på Roos & Tegnér. FAQ, som står för Frequently Asked Questions, är en samling frågor och svar från Betnérs Ask.fm-sida (http://ask.fm/Magnusbetner).
Framgången med föreställningen  En skam för Sverige ledde till En skam för Sverige 2 och en ny turné under 2016 och 2017 där de häcklar politik, fördomar, religion, pk-ängslighet, medier och Facebook-människor.

## Humorstil och politiska åsikter

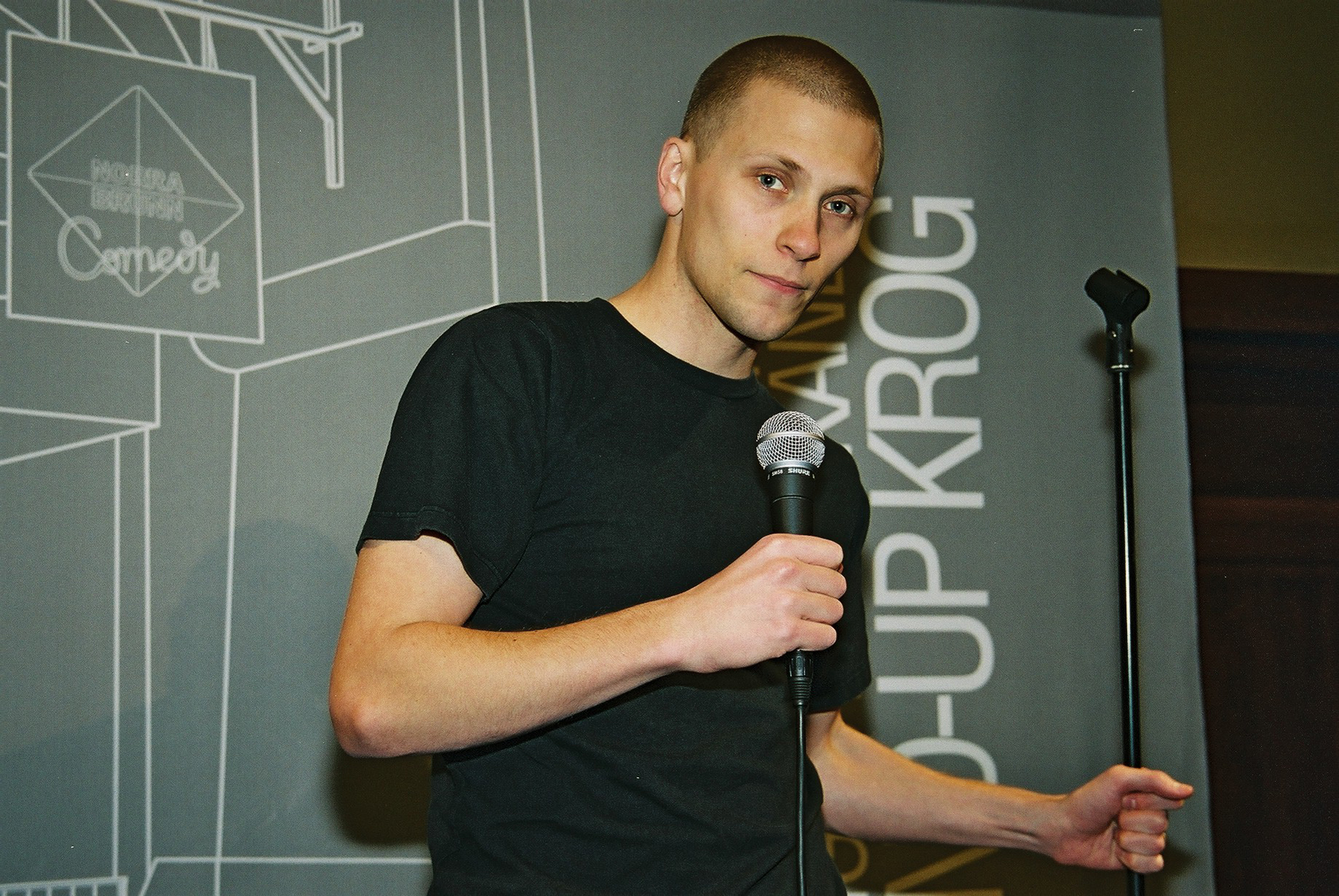
Magnus Betnér live.

Betnérs stil karaktäriseras av en stor uppriktighet och tydlighet angående sina egna åsikter, tillsammans med en viss cynism. Han uttrycker inte sällan samhällskritik och lämnar stundvis humorn för att föra fram ett budskap, ibland med hjälp av satir eller sarkasm. Udden i hans samhällskritik riktas ofta mot alla former av förmynderi, kollektivism och moralism oavsett om det är kristdemokratisk homofobi, socialistisk kontrolliver eller förbud mot sexköp. Betnér har beskrivit sig själv som liberal, humanist, feminist och ateist.
Betnér har fått såväl ris som ros för sin rättframma men kontroversiella framtoning som debattör och komiker. Han har bland annat blivit anklagad för antisemitism i samband med att ha skämtat om judar i TV4:s tv-program Parlamentet, och har kritiserats för att ha skämtat om att styckmörda Runar Sögaard. Kritik har även riktats mot att han skämtat om offren för Stureplansmorden (i en sketch i tv-programmet Sverige dansar och ler som sändes i Kanal 5, 4 maj 2007). Skämtet uppmärksammades av Aftonbladet. Sportjournalisten Patrick Ekwall har anklagat Betnér för mobbning.
I likhet med George Carlin och Louis C.K slänger Betnér allt gammalt material efter avslutad turné och börjar med helt nytt material till nästa turné.[källa behövs]

## Privatliv
Betnér var 2006–2021 förlovad med Helena Sandklef som han också har ett barn med. Han har även en dotter, Lina född 2005, från ett tidigare förhållande. Betnér är bisexuell.

## Standup-turnéer och specials
- Inget är heligt (2007)[27]
- Tal till nationen (2008–09)[28]
- Livets ord (2009–10)[29]
- Magnus Betnér IV (2011–12)[30]
- En skam för Sverige (2013–14, tillsammans med Soran Ismail)[31]
- Betnér in Tallinn (2014) - in english [32]
- ”Intermezzo” (2015–2016)[33]
- En skam för Sverige II (2016, tillsammans med Soran Ismail)[34]
- ”Betnér på Scala” (2017)
- "Betnér jobbar hemifrån (2020)[35]
- ”Diagnos” (2020)[36][37]
- ”-9°” (2021)
- "Slaktkyrkan Bootleg" (2021)[38]
- "Puss & Kram" (2022–2023) tillsammans med Henrik Nyblom[39]

## TV

### Egna program
- I ditt ansikte (2008)
- Betnér Direkt (2012)

### Medverkan i andra program
- Släng dig i brunnen (1999)
- Parlamentet (2003–2020)
- Pokermiljonen (2005)
- Stockholm live (2005–2007, 2 avsnitt)
- Extra! Extra! (2006)
- 100% (2006)
- Veckans nyheter (2006)
- Sverige dansar och ler (2007, 3 avsnitt)
- Magnus Betnér Uncut (2007, 1 avsnitt)
- Tack gode gud! (2007)
- Robins (2007)
- Debatt (2008)
- RAW Comedy Club (2009)
- Roast på Berns (2009, 7 avsnitt)
- 2017 – Släng dig i brunnen (TV-serie)
- 2023 – Rostmacka (TV-serie)

## Teater

### Roller (ej komplett)
| År   | Roll                | Produktion                                                                        | Regi             | Teater            |
| ---- | ------------------- | --------------------------------------------------------------------------------- | ---------------- | ----------------- |
| 2019 | Gud den allsmäktige | Men Gud! David Javerbaum                                                          | Rikard Bergqvist | Göta Lejon        |
| 2024 | Gunnar              | Tomten är far till alla barnen Monica Rolfner, Rikard Bergqvist och Mathias Venge | Rikard Bergqvist | Cirkus, Stockholm |

## Radio
- Betnér på Bandit (2011)

## Utgivningar

### DVD-filmer
- 2006 – Live från Norra Brunn [42]
- 2007 – Magnus Betnér Uncut [33]
- 2007 – Inget är heligt
- 2009 – Tal till Nationen
- 2009 – Magnus Betnér Collection (samlingsbox med fem filmer)
- 2010 – Livets ord
- 2012 – Magnus Betnér IV (som download och DVD)

### CD
- 2006 – Magnus Betnér

### Böcker
- 2016 – FAQ. Roos & Tegnér. ISBN 9789187905407